# Mexcala signata
Mexcala signata là một loài nhện trong họ Salticidae.
Loài này thuộc chi Mexcala. Mexcala signata được Wanda Wesołowska miêu tả năm 2009.